# Ansus jezik
Ansus jezik (ISO 639-3: and), jedan od 13 yapenskih jezika kojim govori 4 600 ljudi (1987 SIL) u indonezijskoj regenciji Yapen Waropen, u selima Ansus, Kairawi, Aibondeni i Yenusi, i na otocima Miosnum i Serui (južna obala).
Etnička populacija 6 200 (Joshua Project, 2009).

## Vanjske poveznice
- Ethnologue (14th)
- Ethnologue (15th)